# Tvåkomponentfärg
Tvåkomponentfärger är målarfärger utvecklade för speciella ändamål, till exempel rostskyddsmålning. De härdar genom en kemisk reaktion mellan två komponenter som blandas just innan färgen ska användas, och behöver ingen luft för att härda vilket innebär att man kan måla med tjocka skikt.
Ett vanligt bindemedel i dessa kemiskt härdande färger är epoxi och det finns också tvåkomponentfärger där bindemedlet är polyuretan. Många av dessa produkter är kraftigt allergena och kräver speciell utbildning för att kunna hanteras utan allvarliga hälsorisker.